# 牛田一長
牛田 一長（うしだ かずなが）は、戦国時代から江戸時代初期にかけての武将。蜂須賀正勝、家政、至鎮の3代に仕えた徳島藩士。阿波大西城番、淡路由良城番。三好郡奉行。
末裔には歴史学者で家系研究協議会副会長を務めた牛田義文がいる。

## 生涯
三河国の牛田城の城主であった牛田氏の一族で、織田信長、羽柴秀吉に仕えた後、天正8年（1580年）に蜂須賀正勝が秀吉から播磨国龍野を与えられた際に与力として蜂須賀正勝の家臣となり、秀吉の中国攻めの際には領地である播磨国龍野の経営にあたった正勝の子・蜂須賀家政を補佐し、家老織を務めた。
天正13年（1585年）に蜂須賀氏に阿波国が与えられると、阿波大西城の城番と三好郡奉行を兼務した。初めは700石を与えられ、後に5328石を拝領。三好郡奉行として、郡内の村々で代官や給人による恣意的な百姓の支配を禁じ、小農民の保護を徹底するなど、龍野領の経営から徳島藩の地方支配の基盤整備に重要な役割を果たしている。
天正20年（1590年）から始まる文禄の役と慶長2年（1597年）から始まる慶長の役では、蜂須賀家政に従って朝鮮に出兵した。
元和元年（1615年）7月28日に徳島藩主・蜂須賀至鎮によって淡路国の由良城の城番に任命される。
元和5年（1619年）6月7日、死去。